# Hermann von und zu Egloffstein
Hermann Freiherr von und zu Egloffstein (* 2. Juni 1861 in Meiningen; † 20. Juli 1938 in Würzburg) war ein deutscher Archivar, Bibliothekar, Kammerherr und Kabinettssekretär.

## Leben und Wirken
Hermann von und zu Egloffstein, Sohn des Generalmajors Leonhard von und zu Egloffstein, studierte nach seiner Reifeprüfung am Gymnasium in Jena 1882 Geschichte an der Universität München und promovierte dort 1886 bei Felix Stieve. Er trat im gleichen Jahr in den Archivdienst, zunächst am Staatsarchiv Hannover, dann am Staatsarchiv Koblenz (1888/1889) und am Staatsarchiv Magdeburg (1890/1891). Seit 1891 war er als Großherzoglicher Bibliothekar, Kammerherr und Kabinettssekretär am Hof des Großherzogtums Sachsen-Weimar-Eisenach in Weimar tätig.
In seinen zahlreichen historischen Veröffentlichungen beschäftigte sich Egloffstein u. a. mit dem Hof des Großherzogtums Sachsen-Weimar-Eisenach und den dortigen Großherzögen.

## Schriften
- Der Reichstag zu Regensburg im Jahre 1608. Dissertation Universität München 1886 (Digitalisat).
- Balthasar von Dermbach, Fürstabt zu Fulda, 1549–1606. In: Zeitschrift für allgemeine Geschichte, Kultur-, Litteratur- und Kunstgeschichte, Bd. 3 (1886), S. 522–535.
- Die evangelischen Stände im Erzherzogtum Oestreich und die Gegenreformation. In: Zeitschrift für allgemeine Geschichte, Kultur-, Litteratur- und Kunstgeschichte, Bd. 4 (1887), S. 691–718.
- Baierns Friedenspolitik von 1645 bis 1647. Ein Beitrag zur Geschichte der westfälischen Friedensverhandlungen. Hirzel, Leipzig 1898.
- Wanderungen. Paetel, Berlin 1902.
- Kaiser Wilhelm I. und Leopold von Orlich. Paetel, Berlin 1904.
- Caroline Großherzogin von Sachsen 1884-1905. Ein Erinnerungsblatt. Paetel, Berlin 1906.
- Carl Augusts Reise nach Paris und England. In: Deutsche Rundschau, Bd. 34 (1908), S. 200–221 u. 407–418.
- Maria Ludovica von Österreich und Maria Paulowna. Insel-Verlag, Leipzig 1909.
- Im Dienste des Großherzogs Carl Alexander. Ein Erinnerungsblatt. Paetel, Berlin 1911.
- (Hrsg.): Ein Sohn des Frankenlandes in großer Zeit. Kriegsbriefe, aus dem Nachlasse seines Vaters [Leonhard von und zu Egloffstein] (= Neujahrsblätter / Gesellschaft für Fränkische Geschichte, Bd. 7). Stürtz, Würzburg 1912.
- Carl August während des Krieges von 1813. Paetel, Berlin 1913.
- Carl August auf dem Wiener Kongreß. Festschrift zur Jahrhundertfeier des Bestehens des Großherzogtums Sachsen-Weimar-Eisenach (= Beiträge zur neueren Geschichte Thüringens, Bd. 3). Fischer, Jena 1915.
- (Hrsg.): Carl Bertuchs Tagebuch vom Wiener Kongreß. Paetel, Berlin 1916.
- Erinnerungen an den bulgarischen Hof. In: Deutsche Rundschau, Bd. 42 (1916), S. 67–86 u. 439–465.
- Am russischen Hofe vor hundert Jahren. Briefe einer weimarischen Hofdame. In: Deutsche Rundschau, Bd. 43 (1917), S. 399–422.
- Ein Kind des achtzehnten Jahrhunderts [Jugenderinnerungen der Gräfin Henriette Egloffstein]. Paetel, Berlin 1919/1920.
- (Hrsg.): Alt-Weimars Abend. Briefe und Aufzeichnungen aus dem Nachlasse der Gräfinnen Egloffstein. Beck, München 1923.
- Carl August im niederländischen Feldzug 1814 (= Schriften der Goethe-Gesellschaft, Bd. 40). Weimar 1927.
- Zeugnisse über Alt-Weimar in den Briefen der Familie  v. Egloffstein an einen fränkischen Prälaten. In: Jahrbuch der Goethe-Gesellschaft, Bd. 13 (1927), S. 205–250.
- Das Weimar von Carl Alexander und Wilhelm Ernst. Erinnerungen. Mittler, Berlin 1934.